# Liste des volcans d'Europe
Ce qui suit est une liste de volcans actifs, endormis et éteints d'Europe. Les volcans situés dans des territoires d'Outre-mer des pays européens sont aussi inclus.

## Allemagne
| Nom          | Altitude | Localisation        | Dernière éruption    |
| ------------ | -------- | ------------------- | -------------------- |
| Eifel        | 600 m    | 50° 10′ N, 6° 51′ E | env. 10 000 ans      |
| Hegau        | 867 m    |                     |                      |
| Kaiserstuhl  | 557 m    | 48° 06′ N, 7° 40′ E |                      |
| Lac de Laach | 275 m    | 50° 25′ N, 7° 16′ E | env. 10 000 ans      |
| Rhön         | 950 m    |                     |                      |
| Vogelsberg   | 773 m    |                     | 19 millions d'années |

## Espagne
| Nom                       | Altitude | Localisation | Dernière éruption  |
| ------------------------- | -------- | ------------ | ------------------ |
| Volcan du Croscat         | 789 m    |              | env. 13 500 ans    |
| Volcan de Santa Margarida | 767 m    |              | plus de 11 000 ans |
| Volcan du Montolivet      | 542 m    |              | plus de 11 000 ans |
| Volcan de la Garrinada    | 536 m    |              | plus de 11 000 ans |
| Volcan du Montsacopa      | 533 m    |              | plus de 11 000 ans |

### Outre-mer
| Nom            | Altitude | Localisation | Dernière éruption |
| -------------- | -------- | ------------ | ----------------- |
| Bandama        | 569 m    |              | 40-75             |
| El Hierro      | 1 501 m  |              | 2011              |
| Fuerteventura  | 812 m    |              | Holocène          |
| Grande Canarie | 1 949 m  |              | 20 av. J.-C.      |
| La Palma       | 2 428 m  |              | 2021              |
| Lanzarote      | 670 m    |              | 1824              |
| Teide          | 3 715 m  |              | 1909              |

## France
| Nom                    | Altitude | Localisation                | Dernière éruption                                                    |
| ---------------------- | -------- | --------------------------- | -------------------------------------------------------------------- |
| Banne d'Ordanche       | 1 512 m  | 45° 36′ 39″ N, 2° 46′ 22″ E |                                                                      |
| Cantal                 | 1 855 m  |                             | env. 2 000 000 d'années                                              |
| Le Champ de Mars       | 1 343 m  |                             |                                                                      |
| La Durande             | 1 299 m  |                             |                                                                      |
| Grand Sarcouy          | 1 147 m  |                             |                                                                      |
| Grand Suc              | 1 278 m  |                             | env. 37 000 ans                                                      |
| Grand Suchet           | 1 231 m  |                             |                                                                      |
| Mont Mézenc            | 1 753 m  |                             |                                                                      |
| Mont d'Alambre         | 1 691 m  |                             |                                                                      |
| Mont Gerbier-de-Jonc   | 1 551 m  |                             |                                                                      |
| Mont Devès             | 1 421 m  |                             |                                                                      |
| Mont Recours           | 1 382 m  |                             |                                                                      |
| Mont Tartas            | 1 349 m  |                             |                                                                      |
| Mont Maillon           | 1 291 m  |                             |                                                                      |
| Mont Burel             | 1 227 m  |                             |                                                                      |
| Mont Bar               | 1 172 m  |                             | env. 790 000 ans                                                     |
| Mont Briançon          | 1 045 m  |                             |                                                                      |
| Mont Denise            | 892 m    |                             |                                                                      |
| Mont Redon             | 871 m    |                             |                                                                      |
| Mont Coupet            | 801 m    |                             |                                                                      |
| Mont de Thélod         | 446 m    |                             |                                                                      |
| Petit Suc              | 1 265 m  |                             | env. 37 000 ans                                                      |
| Petit Suchet           | 1 198 m  |                             |                                                                      |
| Pic du Lizieux         | 1 386 m  |                             |                                                                      |
| Pic de Mus             | 1 327 m  |                             |                                                                      |
| Puy de Sancy           | 1 885 m  | 45° 31′ 42″ N, 2° 48′ 51″ E | env. 220 000 ans                                                     |
| Puy de Dôme            | 1 465 m  | 45° 46′ 21″ N, 2° 57′ 54″ E | env. 12 000 ans                                                      |
| Puy de Montchal        | 1 407 m  |                             | env. 7 000 ans (un des plus jeunes volcans de France métropolitaine) |
| Puy de Montcineyre     | 1 329 m  |                             | env. 6 000 ans (un des plus jeunes volcans de France métropolitaine) |
| Puy de Côme            | 1 251 m  |                             | env. 8 000 ans                                                       |
| Puy de Mercœur         | 1 249 m  |                             |                                                                      |
| Puy de Monchier        | 1 211 m  |                             |                                                                      |
| Puy Pariou             | 1 209 m  |                             | env. 8 000 ans                                                       |
| Puy de Clierzou        | 1 199 m  |                             |                                                                      |
| Puy de Louchadière     | 1 198 m  |                             | env. 38 000 ans                                                      |
| Puy de Lassolas        | 1 183 m  |                             | env. 8 000 ans                                                       |
| Puy Chopine            | 1 181 m  |                             | env. 8 000 ans                                                       |
| Puy de Monténard       | 1 173 m  |                             |                                                                      |
| Puy de la Vache        | 1 167 m  |                             | env. 8 000 ans                                                       |
| Puy de Pourcharet      | 1 164 m  |                             |                                                                      |
| Puy de Jumes           | 1 163 m  |                             |                                                                      |
| Puy de Salomon         | 1 155 m  |                             |                                                                      |
| Puy de la Coquille     | 1 153 m  |                             |                                                                      |
| Puy des Goules         | 1 146 m  |                             | env. 30 000 ans                                                      |
| Puy de Montjuger       | 1 142 m  |                             |                                                                      |
| Puy de Charmont        | 1 137 m  |                             |                                                                      |
| Puy des Gouttes        | 1 134 m  |                             | env. 44 000 ans                                                      |
| Puy de Montgy          | 1 133 m  |                             |                                                                      |
| Puy de la Rodde        | 1 131 m  |                             |                                                                      |
| Puy des Grosmanaux     | 1 131 m  |                             |                                                                      |
| Puy de la Combegrasse  | 1 121 m  |                             |                                                                      |
| Puy de Fraisse         | 1 120 m  |                             |                                                                      |
| Puy de Chaumont        | 1 108 m  |                             |                                                                      |
| Puy de Vichatel        | 1 095 m  |                             |                                                                      |
| Puy de Montchal        | 1 094 m  |                             |                                                                      |
| Puy de la Toupe        | 1 074 m  |                             |                                                                      |
| Puy de Lemptégy        | 1 019 m  |                             | env. 30 000 ans                                                      |
| Gour de Tazenat        | 713 m    |                             | env. 29 000 ans                                                      |
| Lac du Bouchet         | 1 205 m  |                             | env. 800 000 ans                                                     |
| Lac Chauvet            | 1 162 m  |                             | env. 150 000 ans                                                     |
| Lac d'Issarlès         | 1 000 m  |                             | env. 80 000 ans                                                      |
| Lac Pavin              | 1 197 m  |                             | env. 6 900 ans (un des plus jeunes volcans de France métropolitaine) |
| Lac de Saint-Front     | 1 236 m  |                             | env. 130 000 ans                                                     |
| Lac de Servières       | 1 202 m  |                             |                                                                      |
| Puy de la Nugère       | 992 m    |                             |                                                                      |
| Puy de Paugnat         | 898 m    |                             |                                                                      |
| Puy de Chalard         | 840 m    |                             |                                                                      |
| Puy Giroux             | 838 m    |                             |                                                                      |
| Puy de Gravenoire      | 821 m    |                             |                                                                      |
| Puy de la Bannière     | 733 m    |                             |                                                                      |
| Puy de Montiroir       | 699 m    |                             |                                                                      |
| Puy de Crouel          | 427 m    |                             |                                                                      |
| Roc de Peyre           | 1 171 m  |                             |                                                                      |
| Rocher de Cheylard     | 1 412 m  |                             |                                                                      |
| Rocher de Marchastel   | 1 266 m  |                             |                                                                      |
| Rocher du Cheylaret    | 1 128 m  |                             |                                                                      |
| San Peyre              | 131 m    |                             |                                                                      |
| Le Sépoux              | 1 530 m  |                             |                                                                      |
| Signal du Luguet       | 1 547 m  |                             |                                                                      |
| Signal de Mailhebiau   | 1 469 m  |                             |                                                                      |
| Suc de Taupernas       | 1 602 m  |                             |                                                                      |
| Suc de Montfol         | 1 594 m  |                             |                                                                      |
| Suc de la Lauzière     | 1 582 m  |                             |                                                                      |
| Suc de Séponet         | 1 534 m  |                             |                                                                      |
| Suc de Sara            | 1 521 m  |                             |                                                                      |
| Suc de Bauzon          | 1 464 m  |                             |                                                                      |
| Suc de Miceselle       | 1 115 m  |                             |                                                                      |
| Suc de Montchamp       | 1 083 m  |                             |                                                                      |
| Suc de Cèneuil         | 791 m    |                             |                                                                      |
| Testavoyre             | 1 436 m  |                             |                                                                      |
| Truc de la Fare        | 883 m    |                             |                                                                      |
| La Vesseyre            | 1 279 m  |                             |                                                                      |
| Volcan d'Essey-la-Côte | 415 m    |                             |                                                                      |
| Volcan d'Agde          | 112 m    |                             | env. 750 000 ans                                                     |

### Outre-mer
| Nom                   | Altitude     | Localisation        | Dernière éruption |
| --------------------- | ------------ | ------------------- | ----------------- |
| Piton des Neiges      | 3 070 m      | île de La Réunion   | env. 12 000 ans   |
| Piton de la Fournaise | 2 632 m      | île de La Réunion   | juillet 2023      |
| Tahiti                | 2 241 m      | Polynésie française |                   |
| Volcan des Alizés     | env. 2 000 m | île de La Réunion   |                   |
| Piton de la Source    | 1 834 m      | île de La Réunion   |                   |
| Piton de Bébour       | 1 473 m      | île de La Réunion   |                   |
| Soufrière             | 1 467 m      | Guadeloupe          | 1977              |
| Montagne Pelée        | 1 396 m      | Martinique          | 1932              |
| Nuku Hiva             | 1 224 m      | Polynésie française |                   |
| Moorea                | 1 207 m      | Polynésie française |                   |
| Pitons du Carbet      | 1 197 m      | Martinique          | env. 320 000 ans  |
| La Citerne            | 1 155 m      | Guadeloupe          | env. 1 600 ans    |
| Raiatea               | 1 017 m      | Polynésie française |                   |
| Bora-Bora             | 727 m        | Polynésie française |                   |
| Mont Bénara           | 660 m        | Mayotte             |                   |
| Mangareva             | 441 m        | Polynésie française |                   |
| Île Hunter            | 242 m        | Nouvelle-Calédonie  |                   |
| Île Matthew           | 177 m        | Nouvelle-Calédonie  |                   |

## Grèce
| Nom        | Altitude | Localisation | Dernière éruption            |
| ---------- | -------- | ------------ | ---------------------------- |
| Kos        | 843 m    |              |                              |
| Gyali      | 180 m    |              |                              |
| Methana    | 740 m    |              |                              |
| Milo       | 774 m    |              |                              |
| Nisyros    | 698 m    |              | 1886-1888                    |
| Néa Kaméni | 150 m    |              | 1950                         |
| Santorin   |          |              | 10 janvier au 2 février 1950 |

## Islande
| Nom            | Altitude | Localisation         | Dernière éruption |
| -------------- | -------- | -------------------- | ----------------- |
| Askja          | 1 516 m  | 65° 01′ N, 16° 27′ O | 1961              |
| Bárðarbunga    | 2 009 m  | 64° 38′ N, 17° 32′ O | 2015              |
| Eldfell        | 200 m    | 63° 15′ N, 20° 08′ O | 1973              |
| Esjufjöll      | 1 760 m  | 64° 10′ N, 16° 23′ O | 1927              |
| Eyjafjöll      | 1 666 m  | 63° 23′ N, 19° 22′ O | 2010              |
| Grímsnes       |          |                      |                   |
| Grímsvötn      | 1 725 m  | 64° 15′ N, 17° 11′ O | 2011              |
| Hekla          | 1 488 m  | 63° 35′ N, 19° 24′ O | 2000              |
| Hengill        | 803 m    | 64° 03′ N, 21° 11′ O | v. 90 av. J.-C.   |
| Hofsjökull     | 1 765 m  | 64° 29′ N, 18° 29′ O |                   |
| Kollóttadyngja | 1 516 m  |                      | 1961              |
| Kerlingarfjöll | 1 477 m  | 64° 23′ N, 19° 08′ O |                   |
| Katla          | 1 512 m  | 63° 23′ N, 19° 02′ O | 1918              |
| Krafla         | 818 m    | 65° 25′ N, 16° 26′ O | 1984              |
| Krisuvik       |          |                      |                   |
| Lakagígar/Laki | 812 m    | 64° 02′ N, 18° 08′ O | 1784              |
| Langjökull     |          |                      |                   |
| Ljósufjöll     | 988 m    | 64° 31′ N, 22° 08′ O | v. 960            |
| Lysuholl       |          |                      |                   |
| Prestahnjúkur  | 1 400 m  | 64° 21′ N, 20° 24′ O | Holocène          |
| Snæfellsjökull | 1 448 m  | 64° 29′ N, 23° 28′ O | v. 250            |
| Surtsey        | 155 m    | 63° 11′ N, 20° 22′ O | 1963-1967         |

## Italie
| Nom                     | Altitude  | Localisation                 | Dernière éruption    |
| ----------------------- | --------- | ---------------------------- | -------------------- |
| Albain                  | 950 m     |                              | v. 3000 av. J.-C.    |
| Alicudi                 | 675 m     |                              |                      |
| Amiata                  | 1 738 m   |                              | Pléistocène          |
| Champs Phlégréens       | 458 m     |                              | 1538                 |
| Etna                    | 3 323 m   | 37° 44′ 03″ N, 15° 00′ 16″ E | 2019                 |
| Filicudi                | 774 m     |                              |                      |
| Ferdinandea             | -8 m      |                              |                      |
| Ischia                  | 787 m     |                              | 1302                 |
| Larderello              | 500 m     |                              |                      |
| Linosa                  | 195 m     |                              |                      |
| Lipari                  | 602 m     |                              | v. 729 av. J.-C.     |
| Mont Vultur             | 1 327 m   |                              | v. 38000 av. J.-C.   |
| Monte Fossa delle Felci | 962 m     | Île de Salina                |                      |
| Montecristo             | 645 m     |                              |                      |
| Panarea                 | 421 m     |                              | v. 8000 av. J.-C.    |
| Pantelleria             | 836 m     |                              | 1891                 |
| Roccamonfina            | 1 005 m   |                              |                      |
| Stromboli               | 926 m     | 38° 47′ 20″ N, 15° 12′ 47″ E | en cours depuis 1934 |
| Ustica                  | 239 m     |                              |                      |
| Vésuve                  | 1 281 m   | 40° 49′ N, 14° 26′ E         | 1913-1944            |
| Vulcano                 | 499 m     |                              | 1888-1890            |
| Vulcanello              | 499 m     |                              | 1888-1890            |
| Vulsini                 | env 800 m |                              | v. 104 av. J.-C.     |

## Norvège
| Nom        | Altitude | Localisation                | Dernière éruption |
| ---------- | -------- | --------------------------- | ----------------- |
| Île Bouvet | 780 m    | 54° 25′ 17″ S, 3° 22′ 04″ E | 50 av. J.-C.      |
| Beerenberg | 2 277 m  | 71° 04′ 48″ N, 8° 10′ 12″ O | 1985              |

## Portugal
Açores
| Nom                     | Altitude | Localisation                 | Dernière éruption |
| ----------------------- | -------- | ---------------------------- | ----------------- |
| Água de Pau             | 947 m    | 37° 46′ 00″ N, 25° 28′ 00″ O | 1564              |
| Corvo                   | 715 m    | 39° 40′ 00″ N, 31° 04′ 00″ O |                   |
| Don Joao de Castro Bank | -14 m    | 38° 14′ 00″ N, 26° 38′ 00″ O | 1720              |
| Faial                   | 1 043 m  | 38° 36′ 00″ N, 28° 44′ 00″ O | 1958              |
| Flores                  | 915 m    | 39° 24′ N, 31° 10′ O         | -950-100          |
| Furnas                  | 805 m    | 37° 46′ 00″ N, 25° 19′ 00″ O | 1630              |
| Graciosa                | 402 m    | 39° 01′ 00″ N, 27° 58′ 00″ O |                   |
| Monaco                  | -197 m   | 37° 36′ 00″ N, 25° 53′ 00″ O | 2000              |
| Pico                    | 2 351 m  | 38° 28′ N, 28° 24′ O         | 1911              |
| São Jorge               | 1 053 m  | 38° 39′ 00″ N, 28° 05′ 00″ O | 1907              |
| Sete Cidades            | 856 m    | 37° 52′ N, 25° 47′ O         | 1880              |
| Terceira                | 1 023 m  | 38° 44′ 00″ N, 27° 19′ 00″ O | 2000              |
| Non nommé               | 350 m    | 37° 47′ 00″ N, 25° 40′ 00″ O | 1652              |

## Royaume-Uni
Métropole
| Nom                  | Altitude | Localisation                | Dernière éruption            |
| -------------------- | -------- | --------------------------- | ---------------------------- |
| Ardnamurchan         |          |                             |                              |
| Arthur's Seat        | 251 m    | 55° 56′ 39″ N, 3° 09′ 40″ O | Carbonifère                  |
| Borrowdale Volcanics |          |                             | Silurien ou avant            |
| Cuillin Hills        | 973 m    |                             | Cénozoïque                   |
| Monts Cheviot        | 815 m    | 55° 28′ 41″ N, 2° 09′ 07″ O | Dévonien                     |
| Edinburgh Castle     |          |                             |                              |
| Chaussée des Géants  | 0 m      | 55° 14′ 24″ N, 6° 30′ 41″ O | Cénozoïque                   |
| Île de Staffa        | 42 m     | 56° 26′ 06″ N, 6° 20′ 30″ O | il y a des millions d'années |
| Old Man of Storr     | 137 m    |                             |                              |
| Quiraing             | 543 m    |                             |                              |

Île de l'Ascension
| Nom                | Altitude | Localisation        | Dernière éruption |
| ------------------ | -------- | ------------------- | ----------------- |
| Île de l'Ascension | 858 m    | 7° 57′ S, 14° 22′ O | env. 1405         |

Tristan da Cunha
| Nom               | Altitude | Localisation                 | Dernière éruption |
| ----------------- | -------- | ---------------------------- | ----------------- |
| Queen Mary's Peak | 2 062 m  | 37° 06′ 23″ S, 12° 17′ 08″ O | 1961-1962         |